# Vinalić
Vinalić falu Horvátországban Split-Dalmácia megyében. Közigazgatásilag Vrlikához tartozik.

## Fekvése
Splittől légvonalban 47, közúton 74 km-re északra, községközpontjától 5 km-re északkeletre, a Vrlikai mező keleti szélén, a Cetina-folyó jobb partja felett fekszik. Településrészei Biuci, Zorići, Plazonići, Bakovići, Žeravice, Gverići, Zidari, Modrići, Gutići, Kusturići és néhány kisebb telep.

## Története
Területe 1688-ban Knin velencei ostromával egy időben szabadult fel a török uralom alól. Ezt követően Boszniából és Hercegovinából érkezett új keresztény lakosság, köztük mintegy háromszáz pravoszláv család települt át Vrlika környékére. Ők voltak a mai lakosság ősei. Az 1714-ben kitört velencei-török háború során rövid időre újra török kézre került, de a háború végén 1718-ban az új határt már a Dinári-hegységnél húzták meg és ezzel végleg velencei kézen maradt. 1797-ben a Velencei Köztársaság megszűnésével a település a Habsburg Birodalom része lett. 1806-ban Napóleon csapatai foglalták el és 1813-ig francia uralom alatt állt. Napóleon bukása után ismét Habsburg uralom következett, mely az első világháború végéig tartott. 1857-ben 286, 1910-ben 395 lakosa volt. Az I. világháború után rövid ideig az Olasz Királyság, ezután a Szerb-Horvát-Szlovén Királyság, majd Jugoszlávia része lett. A második világháború idején olasz csapatok szállták meg. 1991-től a független Horvátországhoz tartozik. A délszláv háború során elfoglalták a szerb csapatok, horvát lakossága elmenekült. 1995. augusztus 6-án a „Vihar” hadművelet során foglalták vissza a horvát csapatok. Lakossága 2011-ben 216 fő volt. Hívei a vrlikai plébániához tartoznak.

## Lakosság
| Lakosság változása | Lakosság változása | Lakosság változása | Lakosság változása | Lakosság változása | Lakosság változása | Lakosság változása | Lakosság változása | Lakosság változása | Lakosság változása | Lakosság változása | Lakosság változása | Lakosság változása | Lakosság változása | Lakosság változása | Lakosság változása |
| ------------------ | ------------------ | ------------------ | ------------------ | ------------------ | ------------------ | ------------------ | ------------------ | ------------------ | ------------------ | ------------------ | ------------------ | ------------------ | ------------------ | ------------------ | ------------------ |
| 1857               | 1869               | 1880               | 1890               | 1900               | 1910               | 1921               | 1931               | 1948               | 1953               | 1961               | 1971               | 1981               | 1991               | 2001               | 2011               |
| 286                | 313                | 246                | 275                | 307                | 395                | 482                | 616                | 554                | 645                | 710                | 612                | 490                | 438                | 283                | 216                |

## Nevezetességei
A balaci híd egy a Cetina felett átívelő falazott kőhíd, mely három íves nyílással rendelkezik, amelyek négyszögletes keresztmetszetű kőoszlopokon nyugszanak. A híd elülső fala négyszögletes keresztmetszetű párkánnyal végződik, amely a híd teljes hosszára kiterjed. A híd mellvédje kőből készült, ferdén elhelyezett nagyobb fedőlapokkal. A híd szerkezetét mindkét oldalon durván megmunkált kőből épített támfalakkal erősítették meg. A balaci híd a sinji régió legmagasabb hídja, alakja és építési módja hasonló a 19. század második felének más, Dalmáciában található, helyi kőből és helyi mesterek által épített hidakhoz.
A Cetina szurdokában, a balaci hídtól mintegy száz méterre folyásirányban lefelé található a Lelas-malom romja,  mely ezen a területen az egyik legnagyobb és legfontosabb malom volt. Valószínűleg a 19. század végén vagy a 20. század elején építették, és a horvátországi háború alatt szinte teljesen elpusztították. A komplexum három épületből, egy malomból és két földszintes házból állt (raktár, pajta).